# Mary Stewart
Mary Stewart (Sunderland, Tyne y Wear, Inglaterra; 17 de septiembre de 1916–Loch Awe, Argyll y Bute, Escocia; 9 de mayo de 2014), nacida Mary Florence Elinor Rainbow, fue una escritora británica especializada en romances góticos, y conocida por su saga de Merlín y Arturo.

## Biografía
Mary Florence Elinor Rainbow nacida el 17 de septiembre de 1916 en Sunderland, Inglaterra, Reino Unido, hija de Mary Edith Matthews, originaria de Nueva Zelanda, y Frederick Rainbow, un vicario. Estudió en la Universidad de Durham, donde conoció a Frederick Stewart, un joven escocés con quién se casó sólo tres meses después. Tras sufrir un embarazo ectópico, nunca pudo tener hijos y su marido no quiso adoptar. Con el tiempo ella decidió comenzar a escribir. En 1956, se trasladaron a Edimburgo, Escocia. En 1974, su marido fue nombrado caballero. Él falleció en 2001. Ella falleció el 9 de mayo de 2014.

### Romances góticos
- Madam, Will You Talk? (1954)
- Wildfire at Midnight (1956)
- Thunder on the Right (1957)
- Nine Coaches Waiting (1958) Nueve carruajes esperan
- My Brother Michael (1959) Mi hermano Michael
- The Ivy Tree (1961) La hiedra = El árbol de la hiedra
- The Moon-Spinners (1962) Las hilanderas de la Luna
- This Rough Magic (1964) Magia negra
- Airs Above the Ground (1965) Comenzó en Viena
- The Gabriel Hounds (1967) Los sabuesos de la muerte
- The Wind Off the Small Isles (1968)
- Touch Not the Cat (1976) No toquen al gato = El emblema
- Thornyhold (1988) La mansión embrujada
- Stormy Petrel (1991)
- Rose Cottage (1997)

### Saga Merlín y Arturo
1. The Crystal Cave (1970) La cueva de cristal
2. The Hollow Hills (1973) Las colinas huecas
3. The Last Enchantment (1979) El último encantamiento
4. The Wicked Day (1983)
5. The Prince and the Pilgrim (1995) En busca del Grial

### Novelas infantiles
- The Little Broomstick (1971)
- Ludo and the Star Horse (1974)
- A Walk in Wolf Wood (1980)

### Poesía
- Frost on the Window: And other Poems (1990)